# Siaton
Siaton es un municipio de Segunda Clase de la provincia en Negros Oriental, Filipinas. De acuerdo con el censo del 2000, tiene una población de 64,258 en 12,767 hogares. 

## Barangayes
Se divide administrativamente a 26 barangayes.
| - Albiga - Apoloy - Bonawon - Bonbonon - Cabangahan - Canaway - Casala-an - Datag - Giliga-on - Inalad - Malabuhan - Maloh | - Mantiquil - Mantuyop - Napacao - Población I - Población II - Población III - Población IV - Salag - San José - Sandulot - Si-it - Sumaliring - Tayak |